# Matija Boben
Matija Boben, slovenski nogometaš, * 26. februar 1994, Ljubljana.
Boben je profesionalni nogometaš, ki igra na položaju branilca. Od leta 2023 je član romunskega kluba CFR Cluj in od leta 2018 tudi slovenske reprezentance. Pred tem je igral za slovenske klube Triglav Kranj, Ivančno Gorico in Gorico, angleški Bolton Wanderers, ruski Rostov ter italijanske Livorno, Ternano in Pescaro. Skupno je v prvi slovenski ligi odigral 38 tekem in dosegel en gol. Bil je tudi član slovenske reprezentance do 16, 17 in 21 let ter reprezentance B.